# 白夜 (1957年の映画)
『白夜』（びゃくや、イタリア語: Le notti bianche / フランス語: Nuits blanches）は、1957年公開のイタリア・フランス合作映画である。監督はルキノ・ヴィスコンティ。モノクロ、ビスタサイズ（1.66：1）、102分。
原作はドストエフスキーによる同名の短篇小説。ヴェネツィア国際映画祭で銀獅子賞を受賞した。

## ストーリー
イタリアのある港町の夜更け。転勤して間もないマリオ（マルチェロ・マストロヤンニ）が歩いていると、橋の上で泣いている若い女（マリア・シェル）を見かける。警戒する彼女に声をかけて半ば強引に家まで送り届けると、翌晩おなじ場所で会う約束をとりつけた。次の晩、彼女はマリオを見かけると逃げ出してしまう。気分を害したマリオに、彼女は訳を話し始めた。
彼女はスラブ系で名をナタリアといい、用心深い盲目の祖母と暮らしていた。ある日、家にやってきた若くはないがハンサムな下宿人（ジャン・マレー）と恋に落ちる。しかし男は1年後に戻ると言って出て行ってしまう。それから1年たち、橋の上で彼の帰りを待っていたのだが、既に戻っているはずの男が現れることはなかった。
ナタリアはマリオに手紙を渡し、彼に届けてくれるように頼むが、マリオはその手紙を破り捨ててしまった。次の日、ナタリアを避けながら町を歩いていたマリオだったが、彼女に見つかってしまう。手紙が渡されたものと思い込んでいたナタリアは終始浮かれ調子で、マリオとダンスをして楽しんだが、10時になると約束の場所へ駆け出してしまった。
絶望したナタリアにマリオは自分の気持ちを打ち明け、2人の間には愛が芽生えつつあったが、明け方、橋の上には男の姿があり、ナタリアは「自分の気持ちを欺けない」と言って駆け出してしまう。マリオは束の間だったが幸福な夢を見せてくれた彼女に感謝して立ち去った。

## キャスト
※括弧内は日本語吹替（初回放送1964年10月26日『テレビ名画座』）
- マリオ：マルチェロ・マストロヤンニ（村越伊知郎）
- ナタリア：マリア・シェル（五月女道子）
- 下宿人：ジャン・マレー
- 娼婦：クララ・カラマイ
- 踊る男：ディック・サンダース
- 下宿の女将：マルチェラ・ロヴェーナ